# Phyllomedusa tarsius
Phyllomedusa tarsius (ou tarsiana) é uma espécie de anfíbio anuro da família Phyllomedusidae. É encontrada no Brasil, Colômbia, Equador, Peru, Venezuela, possivelmente Bolívia e Guiana. Os seus habitats naturais são: regiões subtropicais ou tropicais húmidas de baixa altitude, charcos subtropicais ou tropicais, pântanos de água doce intermitentes, e antigas florestas altamente degradadas. A Phyllomedusa tarsius está ameaçada por perda de habitat.